# Primera División de Venezuela 2020
La temporada 2020 de la Primera División de Venezuela fue la 64.ª edición de la Primera División de Venezuela desde su creación en 1957. El torneo lo organizó la Federación Venezolana de Fútbol.
Un total de 17 equipos participaron en la competición, incluyendo 15 equipos de la temporada anterior y 2 que ascendieron de la Segunda División.
La temporada comenzó originalmente el 30 de enero y se esperaba que culminara en diciembre con la final para definir el campeón absoluto. Sin embargo, para mediados de marzo se suspendió hasta la jornada 6 debido a la pandemia del COVID-19. El 15 de mayo de 2020 la FVF anunció la finalización del campeonato, dejando sin efecto los partidos jugados hasta el 9 de marzo. Ese mismo día la liga rechazó la suspensión denunciando que nunca fue informada por la FVF.
Más adelante a principios de septiembre, la FVF anunció que se reanuda la Liga FUTVE para el 14 de octubre, jugando con un formato diferente y solamente con 17 equipos, ya que tanto el Zulia Fútbol Club como el Lala Fútbol Club anunciaron que se retirarían de la competencia para no arriesgar la salud de los jugadores y empleados de sus equipos. El 18 de septiembre se realizó un sorteo que definió los grupos de la competición a finales de año.
Deportivo La Guaira fue el Campeón Absoluto del torneo, obteniendo así su primer título a nivel de liga, venciendo con dos tantos al Deportivo Táchira.

## Sistema de juego

### Torneo Original
La Primera División de Venezuela 2020 sufrió un cambio de formato jugando con una nueva modalidad con respecto a temporadas pasadas. Estaría compuesta de dos etapas y sería disputada por 19 equipos que conforman la división profesional venezolana. En total se jugarían 38 fechas que iniciaron en el mes de enero además de los cuadrangulares.
La primera etapa del campeonato consistiría de 38 jornadas. La modalidad sería de todos contra todos; los equipos que terminen del primer al octavo lugar clasificarían a la segunda etapa de campeonato.
Los ocho primeros clasificados después de las 38 jornadas se distribuirían en dos cuadrangulares donde el primero y el segundo de la tabla general irán a cuadrangulares diferentes como cabezas de serie, la ubicación dentro de los cuadrangulares del resto de clasificados se determinó por sorteo y los equipos de cada cuadrangular se enfrentarán en 6 jornadas todos contra todos con ida y vuelta, los 8 equipos acumularán los puntos que obtengan en la primera fase; los ganadores de los cuadrangulares se enfrentarán en partidos de ida y vuelta para definir al campeón del torneo que clasificará a la Copa Libertadores 2021.
Los equipos que ocupen los dos últimos puestos en la tabla general, perderán la categoría y jugarán la Segunda División de Venezuela 2021.
Para mediados de marzo, se suspendió la competición, dejando sin efecto los resultado de los partidos hasta la fecha en que se jugaron.

### Nuevo sistema de competición
El 18 de septiembre de 2020, la Liga FUTVE, a través de un sorteo, definió los grupos para el regreso de la liga profesional de fútbol venezolano de primera división. Contó con la presencia por videoconferencia del presidente del Comité de Regularización de la FIFA, Laureano González; y el representante de la Comisión de Competiciones de clubes de la FVF, Lubín Angulo, quien asistió a la sede de la Liga FUTVE. Además, asistieron de forma presencial y telemática los diferentes presidentes y gerentes de los clubes que conforman la primera división del balompié criollo.
Fueron conformados dos grupos los cuales competirán en las ciudades de Valencia y Barinas, respectivamente; cada equipo participante jugarán un torneo de todos contra todos en partidos de ida y vuelta en su grupo correspondiente, y los primeros cuatro equipos de cada grupo serán clasificados para una siguiente ronda enfrentándose a partido único, con sede aún por definir.
El campeón absoluto de la liga se definirá entre los dos primeros de cada grupo, quienes tendrán asegurado su participación en la fase de grupos de la Copa Libertadores 2021. Los mejores segundos participarán en las Fases Previas de la Copa Libertadores. Los terceros y cuartos obtendrán boleto para disputar la Sudamericana 2021.
Por lo tanto, así se jugará la Liga FUTVE 2020:
- Fase de Grupos: 16 encuentros por conjunto en el Grupo A, integrado por nueve clubes, y 14 compromisos para cada escuadra del Grupo B, que posee ocho.

- Segunda Fase: Los campeones de grupo clasificarán a la fase de Grupos de la Libertadores 2021 y disputarán un duelo único para determinar al campeón de la estrella, en una sede por definir.

- Los segundos lugares de los Grupos A y B se batirán para saber cuál irá a la Fase 2 previa de la Libertadores y que elenco tendrá que iniciar su periplo desde la Fase 1 previa, en un único choque con sede por definir.

- Los conjuntos que se ubiquen en la tercera casilla de los grupos A y B dirimirán cuáles serán Venezuela 1 y Venezuela 2 en el sorteo de la  Sudamericana 2021, mientras que los cuartos clasificados pelearán para definir Venezuela 3 y Venezuela 4, todo en compromisos únicos, con sede por definir.

- No habrá descensos a segunda división para 2021.

## Equipos participantes
| Pos. | a Primera División |
| ---- | ------------------ |
| 1.º  | Yaracuyanos F. C.  |
| 2.º  | GV Maracay         |

| Pos. | a Segunda División     |
| ---- | ---------------------- |
| 16.º | Llaneros de Guanare    |
| 19.º | Estudiantes de Caracas |
| 20.º | Deportivo Anzoátegui   |

### Datos de los equipos
| Academia Puerto Cabello               | Puerto Cabello | Carlos Maldonado | Complejo Deportivo Socialista | 7.000  | 3  | —  |
| Aragua F. C.                          | Maracay        | Enrique García   | Hermanos Ghersi               | 16.000 | 14 | —  |
| Atlético Venezuela                    | Caracas        | Jair Díaz        | Brígido Iriarte               | 5.000  | 8  | —  |
| Carabobo F. C.                        | Valencia       | José Parada      | Misael Delgado                | 10.000 | 19 | —  |
| Caracas F. C.                         | Caracas        | Noel Sanvicente  | Olímpico de la UCV            | 24.900 | 36 | 12 |
| Deportivo La Guaira                   | Caracas        | Daniel Farías    | Olímpico de la UCV            | 24.900 | 10 | —  |
| Deportivo Lara                        | Barquisimeto   | Leo González     | Farid Richa                   | 15.000 | 9  | 1  |
| Deportivo Táchira                     | San Cristóbal  | Juan Tolisano    | Pueblo Nuevo                  | 38.755 | 46 | 8  |
| Estudiantes de Mérida                 | Mérida         | Martín Brignani  | Metropolitano de Mérida       | 42.200 | 48 | 2  |
| GV Maracay                            | Maracay        | Bladimir Morales | Giuseppe Antonelli            | 7.500  | 1  | —  |
| Metropolitanos F. C.                  | Caracas        | José María Morr  | Olímpico de la UCV            | 24.900 | 4  | —  |
| Mineros de Guayana                    | Ciudad Guayana | Edson Tortolero  | CTE Cachamay                  | 41.600 | 37 | 1  |
| Monagas S. C.                         | Maturín        | Jhonny Ferreira  | Monumental de Maturín         | 51.796 | 22 | 1  |
| Portuguesa F. C.                      | Araure         | Alí Cañas        | José Antonio Páez             | 14.000 | 45 | 5  |
| Trujillanos F. C.                     | Valera         | Martín Carrillo  | José Alberto Pérez            | 26.000 | 30 | —  |
| Yaracuyanos F. C.                     | San Felipe     | Jesús Alonso     | Florentino Oropeza            | 10.000 | 6  | —  |
| Zamora F. C.                          | Barinas        | José Manuel Rey  | Agustín Tovar                 | 24.396 | 13 | 4  |
| Datos actualizados el 8 enero de 2020 |                |                  |                               |        |    |    |
| * Incluye temporada actual            |                |                  |                               |        |    |    |

### Cambios de entrenadores
| Equipo             | Entrenador (jornadas)                 |
| ------------------ | ------------------------------------- |
| Mineros de Guayana | Richard Páez (1-6) Leonel Vielma (1-) |
| Portuguesa F. C.   | José Parada (1-6) Alí Cañas (1-)      |
| Carabobo F. C.     | Antonio Franco (1-5) José Parada (6-) |
| Atlético Venezuela | Henry Meléndez (1-5) Jair Díaz (6-)   |

### Equipos por región
| Región          | N.º | Equipos                                                                    |
| --------------- | --- | -------------------------------------------------------------------------- |
| Capital         | 4   | Atlético Venezuela, Caracas F.C., Deportivo La Guaira, Metropolitanos F.C. |
| Central         | 4   | Academia Puerto Cabello, Aragua F.C., Carabobo F.C., GV Maracay            |
| Los Andes       | 4   | Estudiantes de Mérida, Deportivo Táchira, Trujillanos F.C., Zamora F.C.    |
| Centroccidental | 3   | Deportivo Lara, Portuguesa F.C., Yaracuyanos F.C.                          |
| Guayana         | 1   | Mineros de Guayana                                                         |
| Nor-Oriental    | 1   | Monagas S.C.                                                               |

## Fase de grupos

### Grupo A (Sede Carabobo)

#### Clasificación
| Pos. | Equipo                | Pts. | PJ | G  | E | P  | GF | GC | Dif. |  |
| ---- | --------------------- | ---- | -- | -- | - | -- | -- | -- | ---- |  |
| 1    | Deportivo La Guaira   | 33   | 16 | 10 | 3 | 3  | 25 | 11 | +14  |  |
| 2    | Deportivo Lara        | 32   | 16 | 9  | 5 | 2  | 27 | 9  | +18  |  |
| 3    | Puerto Cabello        | 26   | 16 | 6  | 8 | 2  | 22 | 15 | +7   |  |
| 4    | Mineros de Guayana    | 24   | 16 | 7  | 3 | 6  | 24 | 24 | 0    |  |
| 5    | Yaracuyanos           | 21   | 16 | 5  | 6 | 5  | 18 | 19 | −1   |  |
| 6    | Estudiantes de Mérida | 20   | 16 | 5  | 5 | 6  | 25 | 25 | 0    |  |
| 7    | Trujillanos           | 18   | 16 | 5  | 3 | 8  | 19 | 25 | −6   |  |
| 8    | Atlético Venezuela    | 15   | 16 | 4  | 3 | 9  | 17 | 28 | −11  |  |
| 9    | Carabobo              | 6    | 16 | 0  | 6 | 10 | 14 | 35 | −21  |  |

Actualizado a los partidos jugados el 12 de diciembre de 2020.
 Fuente: Liga FutVe
|  | Clasificado para el Campeonato y fase de grupos a la Copa Libertadores 2021 |
|  | Clasificado para la Fase Previa a la Copa Libertadores 2021                 |
|  | Clasificados para la Fase Previa a la Copa Sudamericana 2021                |

#### Evolución de la clasificación
| Equipo / Fecha        | 1 | 2 | 3 | 4 | 5 | 6 | 7 | 8 | 9 | 10 | 11 | 12 | 13 | 14 | 15 | 16 | 17 | 18 |
| --------------------- | - | - | - | - | - | - | - | - | - | -- | -- | -- | -- | -- | -- | -- | -- | -- |
| Deportivo La Guaira   | 2 | 4 | 5 | 4 | 2 | 2 | 2 | 1 | 1 | 1  | 1  | 1  | 1  | 2  | 1  | 1  | 1  | 1  |
| Deportivo Lara        | 1 | 1 | 1 | 1 | 3 | 3 | 3 | 3 | 3 | 2  | 2  | 2  | 2  | 1  | 2  | 2  | 2  | 2  |
| Puerto Cabello        | 5 | 5 | 6 | 6 | 5 | 5 | 6 | 7 | 7 | 7  | 6  | 6  | 7  | 5  | 6  | 5  | 3  | 3  |
| Mineros de Guayana    | 3 | 2 | 2 | 2 | 4 | 4 | 4 | 5 | 4 | 4  | 4  | 3  | 3  | 4  | 4  | 6  | 5  | 4  |
| Yaracuyanos           | 4 | 3 | 3 | 3 | 1 | 1 | 1 | 2 | 2 | 3  | 3  | 4  | 4  | 3  | 3  | 3  | 4  | 5  |
| Estudiantes de Mérida | 7 | 6 | 8 | 8 | 8 | 6 | 7 | 6 | 6 | 5  | 7  | 8  | 6  | 6  | 5  | 4  | 6  | 6  |
| Trujillanos           | 9 | 8 | 4 | 5 | 6 | 8 | 5 | 4 | 5 | 6  | 5  | 5  | 5  | 7  | 7  | 7  | 7  | 7  |
| Atlético Venezuela    | 6 | 9 | 9 | 9 | 9 | 7 | 8 | 8 | 8 | 8  | 8  | 7  | 8  | 8  | 8  | 8  | 8  | 8  |
| Carabobo              | 8 | 7 | 7 | 7 | 7 | 9 | 9 | 9 | 9 | 9  | 9  | 9  | 9  | 9  | 9  | 9  | 9  | 9  |

#### Resultados
- Los horarios corresponden a la hora local de Venezuela (UTC−4).

Calendario sujeto a cambios

##### Primera vuelta
| Estudiantes de Mérida | 1 - 2                   | Yaracuyanos F. C.       | La Bombonerita          | 14 de octubre           | 17:00                   |
| Mineros de Guayana    | 2 - 1                   | Atlético Venezuela      | La Bombonerita          | 14 de octubre           | 20:00                   |
| Deportivo La Guaira   | 2 - 0                   | Carabobo F. C.          | La Bombonerita          | 15 de octubre           | 15:00                   |
| Deportivo Lara        | 3 - 0                   | Trujillanos F. C.       | La Bombonerita          | 15 de octubre           | 17:30                   |
| Equipo libre:         | Academia Puerto Cabello | Academia Puerto Cabello | Academia Puerto Cabello | Academia Puerto Cabello | Academia Puerto Cabello |

| Carabobo F. C.     | 2 - 2               | Mineros de Guayana      | Misael Delgado      | 17 de octubre       | 17:00               |
| Trujillanos F. C.  | 1 - 1               | Estudiantes de Mérida   | Misael Delgado      | 17 de octubre       | 21:00               |
| Yaracuyanos F. C.  | 0 - 0               | Academia Puerto Cabello | Misael Delgado      | 18 de octubre       | 15:30               |
| Atlético Venezuela | 0 - 3               | Deportivo Lara          | Misael Delgado      | 18 de octubre       | 18:00               |
| Equipo libre:      | Deportivo La Guaira | Deportivo La Guaira     | Deportivo La Guaira | Deportivo La Guaira | Deportivo La Guaira |

| Deportivo La Guaira | 1 - 2                 | Trujillanos F. C.       | La Bombonerita        | 20 de octubre         | 17:00                 |
| Mineros de Guayana  | 3 - 1                 | Yaracuyanos F. C.       | La Bombonerita        | 20 de octubre         | 20:00                 |
| Deportivo Lara      | 0 - 0                 | Academia Puerto Cabello | La Bombonerita        | 21 de octubre         | 17:00                 |
| Carabobo F. C.      | 0 - 0                 | Atlético Venezuela      | La Bombonerita        | 21 de octubre         | 20:00                 |
| Equipo libre:       | Estudiantes de Mérida | Estudiantes de Mérida   | Estudiantes de Mérida | Estudiantes de Mérida | Estudiantes de Mérida |

| Deportivo La Guaira | 1 - 0              | Deportivo Lara          | Misael Delgado     | 24 de octubre      | 17:00              |
| Atlético Venezuela  | 2 - 2              | Academia Puerto Cabello | Misael Delgado     | 24 de octubre      | 21:00              |
| Carabobo F. C.      | 2 - 2              | Estudiantes de Mérida   | Misael Delgado     | 25 de octubre      | 15:00              |
| Trujillanos F. C.   | 1 - 2              | Yaracuyanos F. C.       | Misael Delgado     | 25 de octubre      | 19:00              |
| Equipo libre:       | Mineros de Guayana | Mineros de Guayana      | Mineros de Guayana | Mineros de Guayana | Mineros de Guayana |

| Estudiantes de Mérida   | 1 - 2             | Deportivo La Guaira | La Bombonerita    | 27 de octubre     | 17:00             |
| Deportivo Lara          | 1 - 1             | Mineros de Guayana  | La Bombonerita    | 27 de octubre     | 20:00             |
| Academia Puerto Cabello | 2 - 1             | Carabobo F. C.      | La Bombonerita    | 28 de octubre     | 17:00             |
| Yaracuyanos F. C.       | 4 - 2             | Atlético Venezuela  | La Bombonerita    | 28 de octubre     | 20:00             |
| Equipo libre:           | Trujillanos F. C. | Trujillanos F. C.   | Trujillanos F. C. | Trujillanos F. C. | Trujillanos F. C. |

| Mineros de Guayana  | 2 - 3          | Estudiantes de Mérida   | Misael Delgado | 31 de octubre  | 17:00          |
| Carabobo F. C.      | 0 - 2          | Yaracuyanos F. C.       | Misael Delgado | 31 de octubre  | 21:00          |
| Deportivo La Guaira | 3 - 0          | Academia Puerto Cabella | Misael Delgado | 1 de noviembre | 17:00          |
| Atlético Venezuela  | 1 - 0          | Trujillanos F. C.       | Misael Delgado | 1 de noviembre | 20:00          |
| Equipo libre:       | Deportivo Lara | Deportivo Lara          | Deportivo Lara | Deportivo Lara | Deportivo Lara |

| Estudiantes de Mérida   | 0 - 1              | Deportivo Lara      | La Bombonerita     | 3 de noviembre     | 17:00              |
| Academia Puerto Cabello | 0 - 0              | Mineros de Guayana  | La Bombonerita     | 3 de noviembre     | 20:00              |
| Yaracuyanos F. C.       | 1 - 1              | Deportivo La Guaira | La Bombonerita     | 4 de noviembre     | 17:00              |
| Trujillanos F. C.       | 3 - 0              | Carabobo F. C.      | La Bombonerita     | 4 de noviembre     | 20:00              |
| Equipo libre:           | Atlético Venezuela | Atlético Venezuela  | Atlético Venezuela | Atlético Venezuela | Atlético Venezuela |

| Estudiantes de Mérida   | 2 - 0             | Atlético Venezuela  | Misael Delgado    | 7 de noviembre    | 17:00             |
| Mineros de Guayana      | 0 - 2             | Deportivo La Guaira | Misael Delgado    | 7 de noviembre    | 21:00             |
| Deportivo Lara          | 2 - 2             | Carabobo F. C.      | Misael Delgado    | 8 de noviembre    | 17:00             |
| Academia Puerto Cabello | 1 - 3             | Trujillanos F. C.   | Misael Delgado    | 8 de noviembre    | 20:00             |
| Equipo libre:           | Yaracuyanos F. C. | Yaracuyanos F. C.   | Yaracuyanos F. C. | Yaracuyanos F. C. | Yaracuyanos F. C. |

| Atlético Venezuela      | 2 - 3          | Deportivo La Guaira   | La Bombonerita | 10 de noviembre | 17:00          |
| Yaracuyanos F. C.       | 1 - 1          | Deportivo Lara        | La Bombonerita | 10 de noviembre | 20:00          |
| Trujillanos F. C.       | 1 - 2          | Mineros de Guayana    | La Bombonerita | 11 de noviembre | 17:00          |
| Academia Puerto Cabello | 2 - 2          | Estudiantes de Mérida | La Bombonerita | 11 de noviembre | 20:00          |
| Equipo libre:           | Carabobo F. C. | Carabobo F. C.        | Carabobo F. C. | Carabobo F. C.  | Carabobo F. C. |

##### Segunda vuelta
| Yaracuyanos F. C.  | 1 - 1                   | Estudiantes de Mérida   | Misael Delgado          | 14 de noviembre         | 17:00                   |
| Atlético Venezuela | 3 - 1                   | Mineros de Guayana      | Misael Delgado          | 14 de noviembre         | 21:00                   |
| Trujillanos F. C.  | 1 - 2                   | Deportivo Lara          | Misael Delgado          | 15 de noviembre         | 15:00                   |
| Carabobo F. C.     | 0 - 2                   | Deportivo La Guaira     | Misael Delgado          | 15 de noviembre         | 19:00                   |
| Equipo libre:      | Academia Puerto Cabello | Academia Puerto Cabello | Academia Puerto Cabello | Academia Puerto Cabello | Academia Puerto Cabello |

| Academia Puerto Cabello | 1 - 0               | Yaracuyanos F. C.   | La Bombonerita      | 17 de noviembre     | 14:30               |
| Estudiantes de Mérida   | 1 - 2               | Trujillanos F. C.   | La Bombonerita      | 17 de noviembre     | 20:00               |
| Deportivo Lara          | 4 - 0               | Atlético Venezuela  | La Bombonerita      | 18 de noviembre     | 17:00               |
| Mineros de Guayana      | 4 - 2               | Carabobo F. C.      | La Bombonerita      | 18 de noviembre     | 20:00               |
| Equipo libre:           | Deportivo La Guaira | Deportivo La Guaira | Deportivo La Guaira | Deportivo La Guaira | Deportivo La Guaira |

| Academia Puerto Cabello | 0 - 0                 | Deportivo Lara        | Misael Delgado        | 21 de noviembre       | 17:00                 |
| Trujillanos F. C.       | 0 - 2                 | Deportivo La Guaira   | Misael Delgado        | 21 de noviembre       | 21:00                 |
| Atlético Venezuela      | 2 - 0                 | Carabobo F. C.        | Misael Delgado        | 22 de noviembre       | 15:00                 |
| Yaracuyanos F. C.       | 0 - 1                 | Mineros de Guayana    | Misael Delgado        | 22 de noviembre       | 19:00                 |
| Equipo libre:           | Estudiantes de Mérida | Estudiantes de Mérida | Estudiantes de Mérida | Estudiantes de Mérida | Estudiantes de Mérida |

| Deportivo Lara          | 1 - 0              | Deportivo La Guaira | La Bombonerita     | 24 de noviembre    | 17:00              |
| Academia Puerto Cabello | 2 - 2              | Atlético Venezuela  | La Bombonerita     | 24 de noviembre    | 20:00              |
| Estudiantes de Mérida   | 3 - 2              | Carabobo F. C.      | La Bombonerita     | 25 de noviembre    | 17:00              |
| Yaracuyanos F. C.       | 1 - 1              | Trujillanos F. C.   | La Bombonerita     | 25 de noviembre    | 20:00              |
| Equipo libre:           | Mineros de Guayana | Mineros de Guayana  | Mineros de Guayana | Mineros de Guayana | Mineros de Guayana |

| Atlético Venezuela  | 0 - 1             | Yaracuyanos F. C.       | Misael Delgado    | 28 de noviembre   | 17:00             |
| Deportivo La Guaira | 1 - 1             | Estudiantes de Mérida   | Misael Delgado    | 28 de noviembre   | 21:00             |
| Carabobo F. C.      | 0 - 3             | Academia Puerto Cabello | Misael Delgado    | 29 de noviembre   | 15:00             |
| Mineros de Guayana  | 1 - 2             | Deportivo Lara          | Misael Delgado    | 29 de noviembre   | 19:00             |
| Equipo libre:       | Trujillanos F. C. | Trujillanos F. C.       | Trujillanos F. C. | Trujillanos F. C. | Trujillanos F. C. |

| Trujillanos F. C.       | 1 - 0          | Atlético Venezuela  | La Bombonerita | 1 de diciembre | 17:00          |
| Yaracuyanos F. C.       | 1 - 1          | Carabobo F. C.      | La Bombonerita | 1 de diciembre | 20:00          |
| Academia Puerto Cabello | 1 - 1          | Deportivo La Guaira | La Bombonerita | 2 de diciembre | 17:00          |
| Estudiantes de Mérida   | 3 - 2          | Mineros de Guayana  | La Bombonerita | 2 de diciembre | 20:00          |
| Equipo libre:           | Deportivo Lara | Deportivo Lara      | Deportivo Lara | Deportivo Lara | Deportivo Lara |

| Carabobo F. C.      | 2 - 2              | Trujillanos F. C.       | Misael Delgado     | 5 de diciembre     | 15:00              |
| Mineros de Guayana  | 0 - 2              | Academia Puerto Cabello | La Bombonerita     | 5 de diciembre     | 17:00              |
| Deportivo La Guaira | 2 - 1              | Yaracuyanos F. C.       | Misael Delgado     | 5 de diciembre     | 18:00              |
| Deportivo Lara      | 1 - 2              | Estudiantes de Mérida   | La Bombonerita     | 5 de diciembre     | 21:00              |
| Equipo libre:       | Atlético Venezuela | Atlético Venezuela      | Atlético Venezuela | Atlético Venezuela | Atlético Venezuela |

| Trujillanos F. C.   | 0 - 4             | Academia Puerto Cabello | Misael Delgado    | 9 de diciembre    | 15:00             |
| Atlético Venezuela  | 2 - 1             | Estudiantes de Mérida   | La Bombonerita    | 9 de diciembre    | 17:00             |
| Carabobo F. C.      | 0 - 3             | Deportivo Lara          | Misael Delgado    | 9 de diciembre    | 18:00             |
| Deportivo La Guaira | 0 - 1             | Mineros de Guayana      | La Bombonerita    | 9 de diciembre    | 20:00             |
| Equipo libre:       | Yaracuyanos F. C. | Yaracuyanos F. C.       | Yaracuyanos F. C. | Yaracuyanos F. C. | Yaracuyanos F. C. |

| Deportivo La Guaira (CL) | 2 - 0          | Atlético Venezuela           | Misael Delgado | 12 de diciembre | 17:00          |
| Deportivo Lara (CL)      | 3 - 0          | Yaracuyanos F. C.            | La Bombonerita | 12 de diciembre | 17:00          |
| Estudiantes de Mérida    | 1 - 2          | Academia Puerto Cabello (CS) | La Bombonerita | 12 de diciembre | 21:00          |
| Mineros de Guayana (CS)  | 2 - 1          | Trujillanos F. C.            | Misael Delgado | 12 de diciembre | 21:00          |
| Equipo libre:            | Carabobo F. C. | Carabobo F. C.               | Carabobo F. C. | Carabobo F. C.  | Carabobo F. C. |

### Grupo B (Sede Barinas)

#### Clasificación
| Pos. | Equipo            | Pts. | PJ | G | E | P  | GF | GC | Dif. |  |
| ---- | ----------------- | ---- | -- | - | - | -- | -- | -- | ---- |  |
| 1    | Deportivo Táchira | 31   | 14 | 9 | 4 | 1  | 20 | 8  | +12  |  |
| 2    | Caracas           | 30   | 14 | 9 | 3 | 2  | 25 | 9  | +16  |  |
| 3    | Aragua            | 22   | 14 | 6 | 4 | 4  | 16 | 13 | +3   |  |
| 4    | Metropolitanos    | 21   | 14 | 5 | 6 | 3  | 20 | 17 | +3   |  |
| 5    | Zamora            | 17   | 14 | 5 | 2 | 7  | 15 | 14 | +1   |  |
| 6    | GV Maracay        | 13   | 14 | 3 | 4 | 7  | 11 | 24 | −13  |  |
| 7    | Portuguesa        | 11   | 14 | 3 | 2 | 9  | 9  | 23 | −14  |  |
| 8    | Monagas           | 10   | 14 | 3 | 1 | 10 | 15 | 23 | −8   |  |

Actualizado a los partidos jugados el 10 de diciembre de 2020.
 Fuente: Liga FutVe
|  | Clasificado para el Campeonato y fase de grupos a la Copa Libertadores 2021 |
|  | Clasificado para la Fase Previa a la Copa Libertadores 2021                 |
|  | Clasificados para la Fase Previa a la Copa Sudamericana 2021                |

#### Evolución de la clasificación
| Equipo / Fecha    | 1 | 2 | 3 | 4 | 5 | 6 | 7 | 8 | 9 | 10 | 11 | 12 | 13 | 14 |
| ----------------- | - | - | - | - | - | - | - | - | - | -- | -- | -- | -- | -- |
| Deportivo Táchira | 1 | 2 | 2 | 2 | 2 | 1 | 1 | 1 | 1 | 2  | 2  | 2  | 1  | 1  |
| Caracas           | 2 | 1 | 1 | 1 | 1 | 2 | 2 | 2 | 2 | 1  | 1  | 1  | 2  | 2  |
| Aragua            | 3 | 3 | 3 | 3 | 6 | 3 | 4 | 5 | 3 | 3  | 3  | 4  | 4  | 3  |
| Metropolitanos    | 4 | 5 | 5 | 5 | 7 | 8 | 5 | 3 | 5 | 5  | 5  | 3  | 3  | 4  |
| Zamora            | 7 | 4 | 4 | 6 | 3 | 4 | 3 | 4 | 4 | 4  | 4  | 5  | 5  | 5  |
| GV Maracay        | 5 | 7 | 7 | 8 | 8 | 6 | 6 | 7 | 8 | 8  | 8  | 7  | 6  | 6  |
| Portuguesa        | 6 | 6 | 6 | 4 | 5 | 7 | 8 | 6 | 7 | 7  | 7  | 6  | 7  | 7  |
| Monagas           | 8 | 8 | 8 | 7 | 4 | 5 | 7 | 8 | 6 | 6  | 6  | 8  | 8  | 8  |

#### Resultados
- Los horarios corresponden a la hora local de Venezuela (UTC−4).

Calendario sujeto a cambios

##### Primera vuelta
| Metropolitanos F. C. | 2 - 2 | Aragua F. C.      | Agustín Tovar | 25 de octubre | 17:00 |
| Caracas F. C.        | 1 - 0 | Zamora F. C.      | Agustín Tovar | 25 de octubre | 21:00 |
| Monagas S. C.        | 1 - 2 | Deportivo Táchira | Agustín Tovar | 26 de octubre | 17:00 |
| Portuguesa F. C.     | 0 - 0 | GV Maracay        | Agustín Tovar | 26 de octubre | 20:00 |

| Zamora F. C.      | 1 - 0 | Monagas S. C.        | Agustín Tovar | 29 de octubre | 17:00 |
| Deportivo Táchira | 1 - 0 | Metropolitanos F. C. | Agustín Tovar | 29 de octubre | 20:00 |
| GV Maracay        | 0 - 4 | Caracas F. C.        | Agustín Tovar | 30 de octubre | 17:00 |
| Aragua F. C.      | 1 - 0 | Portuguesa F. C.     | Agustín Tovar | 30 de octubre | 20:00 |

| Zamora F. C.         | 0 - 1 | Deportivo Táchira | Agustín Tovar | 1 de noviembre | 17:00 |
| Caracas F. C.        | 1 - 0 | Monagas S. C.     | Agustín Tovar | 1 de noviembre | 20:00 |
| Aragua F. C.         | 1 - 1 | GV Maracay        | Agustín Tovar | 2 de noviembre | 17:00 |
| Metropolitanos F. C. | 1 - 1 | Portuguesa F. C.  | Agustín Tovar | 2 de noviembre | 20:00 |

| Monagas S. C.     | 1 - 0 | Aragua F. C.         | Agustín Tovar | 5 de noviembre | 17:00 |
| Portuguesa F. C.  | 2 - 1 | Zamora F. C.         | Agustín Tovar | 5 de noviembre | 20:00 |
| GV Maracay        | 1 - 1 | Metropolitanos F. C. | Agustín Tovar | 6 de noviembre | 17:00 |
| Deportivo Táchira | 1 - 1 | Caracas F. C.        | Agustín Tovar | 6 de noviembre | 20:00 |

| Monagas S. C. | 1 - 0 | Portuguesa F. C.     | Agustín Tovar | 8 de noviembre | 17:00 |
| Zamora F. C.  | 1 - 0 | GV Maracay           | Agustín Tovar | 8 de noviembre | 20:00 |
| Aragua F. C.  | 0 - 1 | Deportivo Táchira    | Agustín Tovar | 9 de noviembre | 17:00 |
| Caracas F. C. | 2 - 0 | Metropolitanos F. C. | Agustín Tovar | 9 de noviembre | 20:00 |

| Caracas F. C.        | 0 - 1 | Aragua F. C.      | Agustín Tovar | 12 de noviembre | 17:00 |
| Metropolitanos F. C. | 0 - 0 | Zamora F. C.      | Agustín Tovar | 12 de noviembre | 20:00 |
| Portuguesa F. C.     | 0 - 1 | Deportivo Táchira | Agustín Tovar | 13 de noviembre | 15:00 |
| GV Maracay           | 2 - 1 | Monagas S. C.     | Agustín Tovar | 13 de noviembre | 17:15 |

| Zamora F. C.      | 2 - 0 | Aragua F. C.         | Agustín Tovar | 15 de noviembre | 17:00 |
| Monagas S. C.     | 1 - 2 | Metropolitanos F. C. | Agustín Tovar | 15 de noviembre | 21:00 |
| Portuguesa F. C.  | 0 - 2 | Caracas F. C.        | Agustín Tovar | 16 de noviembre | 17:00 |
| Deportivo Táchira | 0 - 0 | GV Maracay           | Agustín Tovar | 16 de noviembre | 20:00 |

##### Segunda vuelta
| Aragua F. C.      | 0 - 1 | Metropolitanos F. C. | Agustín Tovar | 19 de noviembre | 17:00 |
| Deportivo Táchira | 3 - 2 | Monagas S. C.        | Agustín Tovar | 19 de noviembre | 20:00 |
| Zamora F. C.      | 1 - 3 | Caracas F. C.        | Agustín Tovar | 20 de noviembre | 17:00 |
| GV Maracay        | 0 - 1 | Portuguesa F. C.     | Agustín Tovar | 20 de noviembre | 20:00 |

| Metropolitanos F. C. | 0 - 3 | Deportivo Táchira | Agustín Tovar | 22 de noviembre | 17:00 |
| Monagas S. C.        | 1 - 0 | Zamora F. C.      | Agustín Tovar | 22 de noviembre | 21:00 |
| Caracas F. C.        | 6 - 2 | GV Maracay        | Agustín Tovar | 23 de noviembre | 17:00 |
| Portuguesa F. C.     | 1 - 2 | Aragua F. C.      | Agustín Tovar | 23 de noviembre | 20:00 |

| Deportivo Táchira | 0 - 3 | Zamora F. C.         | Agustín Tovar | 26 de noviembre | 17:00 |
| Monagas S. C.     | 1 - 2 | Caracas F. C.        | Agustín Tovar | 26 de noviembre | 20:00 |
| Portuguesa F. C.  | 0 - 3 | Metropolitanos F. C. | Agustín Tovar | 27 de noviembre | 17:00 |
| GV Maracay        | 0 - 2 | Aragua F. C.         | Agustín Tovar | 27 de noviembre | 20:00 |

| Caracas F. C.        | 0 - 0 | Deportivo Táchira | Agustín Tovar | 29 de noviembre | 17:00 |
| Zamora F. C.         | 4 - 1 | Portuguesa F. C.  | Agustín Tovar | 29 de noviembre | 21:00 |
| Aragua F. C.         | 3 - 2 | Monagas F. C.     | Agustín Tovar | 30 de noviembre | 17:00 |
| Metropolitanos F. C. | 4 - 2 | GV Maracay        | Agustín Tovar | 30 de noviembre | 20:00 |

| GV Maracay             | 1 - 0 | Zamora F. C.  | Agustín Tovar | 3 de diciembre | 17:00 |
| Portuguesa F. C.       | 3 - 2 | Monagas F. C. | Agustín Tovar | 3 de diciembre | 20:00 |
| Deportivo Táchira      | 1 - 1 | Aragua F. C.  | Agustín Tovar | 4 de diciembre | 17:00 |
| \|Metropolitanos F. C. | 3 - 2 | Caracas F. C. | Agustín Tovar | 4 de diciembre | 20:00 |

| Zamora F. C.      | 1 - 1 | Metropolitanos F. C. | Agustín Tovar | 7 de diciembre | 22:00 |
| Aragua F. C.      | 0 - 0 | Caracas F. C.        | Agustín Tovar | 8 de diciembre | 09:00 |
| Monagas S. C.     | 0 - 2 | GV Maracay           | Agustín Tovar | 8 de diciembre | 17:00 |
| Deportivo Táchira | 3 - 0 | Portuguesa F. C.     | Agustín Tovar | 8 de diciembre | 20:00 |

| Aragua F. C. (CS)         | 3 - 1 | Zamora F. C.           | Agustín Tovar | 10 de diciembre | 17:00 |
| Metropolitanos F. C. (CS) | 2 - 2 | Monagas S. C.          | Agustín Tovar | 10 de diciembre | 20:00 |
| Caracas F. C. (CL)        | 2 - 0 | Portuguesa F. C.       | Agustín Tovar | 11 de diciembre | 17:00 |
| GV Maracay                | 0 - 3 | Deportivo Táchira (CL) | Agustín Tovar | 11 de diciembre | 20:00 |

## Segunda Fase
A la siguiente ronda solo avanzarán los primeros cuatro equipos de cada grupo. Los dos primeros lugares de cada grupo se enfrentarán en un único partido el cual se llevará a cabo en una sede que estará por definir próximamente.
El conjunto campeón se determinará entre los equipos que se ubiquen primero en cada llave, esto les asegurará de una vez su participación en la fase de grupos de la Copa Libertadores 2021. En tanto, los equipos que se sitúen en la segunda posición, ganarán el derecho de ver acción en las Fases Previas de la Libertadores.
Asimismo, los terceros y cuartos lugares, conquistarán el cupo que los llevará a disputar la Copa Sudamericana 2021.
Equipos Clasificados a Copa Libertadores 2021:
- Caracas
- Deportivo La Guaira
- Deportivo Lara
- Deportivo Táchira

Equipos Clasificados a Copa Sudamericana 2021:
- Aragua
- Metropolitanos
- Mineros de Guayana
- Puerto Cabello

### Campeón absoluto y fase de grupos a Libertadores 2021
Se enfrentaron los líderes de los dos grupos del torneo. El equipo ganador de este encuentro se proclamó Campeón Absoluto de la liga y clasificó a la fase de grupos en la Copa Libertadores 2021 como Venezuela 1, mientras que el equipo perdedor fue subcampeón de la liga y clasificó a la fase de grupos de la competición como Venezuela 2.
Deportivo La Guaira - Deportivo Táchira
| Gran Final; 15 de diciembre de 2020 | Deportivo La Guaira          | 2:0 (1:0) | Deportivo Táchira | Estadio Misael Delgado, Valencia (Edo. Carabobo) |                            |
| 19:30 (UTC-4)                       | M. García 40' · C. Ortíz 76' |           |                   | Asistencia: 0 espectadores                       | Asistencia: 0 espectadores |

| Bandera de la Ciudad de Caracas          |
| Campeón Deportivo La Guaira (1.° título) |

Clasifica a la Copa Libertadores 2021
- Subcampeón:  Deportivo Táchira. Clasifica a la fase de grupos de la Copa Libertadores 2021.

### Fases Previas a Libertadores 2021
Se enfrentaron los segundos lugares de los dos grupos del torneo. El equipo ganador de este encuentro clasificó a la Segunda Fase Previa en la Copa Libertadores 2021, mientras que el equipo perdedor clasificó a la Primera Fase Previa de la competición.
Deportivo Lara - Caracas
| 15 de diciembre de 2020 | Deportivo Lara | 1:0 (0:0) | Caracas | Estadio Agustín Tovar, Barinas (Edo. Barinas) |                            |
| 16:30 (UTC-4)           | J. Bueno 90+3' |           |         | Asistencia: 0 espectadores                    | Asistencia: 0 espectadores |

- Deportivo Lara: Clasifica a la Segunda Fase Previa de la Copa Libertadores 2021.
- Caracas: Clasifica a la Primera Fase Previa de la Copa Libertadores 2021.

### Fase Previa a la Sudamericana 2021
Los terceros y cuartos lugares de los dos grupos del torneo clasificarán a la Primera Fase de la Copa Sudamericana 2021 siguiendo los horarios y procedimientos que la CONMEBOL ha determinado para los enfrentamientos entre sí para marzo y abril de 2021. Para determinar los cruces, será realizado un sorteo entre los 4 clasificados para definirlos. La localía del primer partido corresponderá al segundo equipo sorteado para la definición de cada cruce. Los dos equipos ganadores de los cruces clasifican a la fase de grupos.
- Puerto Cabello: Clasifica a la Fase Previa de la Copa Sudamericana 2021 (Venezuela 1).
- Aragua: Clasifica a la Fase Previa de la Copa Sudamericana 2021 (Venezuela 2).
- Metropolitanos:. Clasifica a la Fase Previa de la Copa Sudamericana 2021 (Venezuela 3).
- Mineros de Guayana: Clasifica a la Fase Previa de la Copa Sudamericana 2021 (Venezuela 4).

## Tabla Acumulada
| Pos. | Equipo                  | Pts. | PJ | G  | E | P  | GF | GC | Dif. | Pro. |
| ---- | ----------------------- | ---- | -- | -- | - | -- | -- | -- | ---- | ---- |
| 1    | Deportivo Táchira       | 31   | 14 | 9  | 4 | 1  | 20 | 8  | +12  | 2.21 |
| 2    | Caracas                 | 30   | 14 | 9  | 3 | 2  | 25 | 9  | +16  | 2.14 |
| 3    | Deportivo La Guaira (C) | 33   | 16 | 10 | 3 | 3  | 25 | 11 | +14  | 2.06 |
| 4    | Deportivo Lara          | 32   | 16 | 9  | 5 | 2  | 27 | 9  | +18  | 2.00 |
| 5    | Puerto Cabello          | 26   | 16 | 6  | 8 | 2  | 22 | 15 | +7   | 1.63 |
| 6    | Aragua                  | 22   | 14 | 6  | 4 | 4  | 16 | 13 | +3   | 1.57 |
| 7    | Metropolitanos          | 21   | 14 | 5  | 6 | 3  | 20 | 17 | +3   | 1.50 |
| 8    | Mineros de Guayana      | 24   | 16 | 7  | 3 | 6  | 24 | 24 | 0    | 1.50 |
| 9    | Yaracuyanos             | 21   | 16 | 5  | 6 | 5  | 18 | 19 | −1   | 1.31 |
| 10   | Estudiantes de Mérida   | 20   | 16 | 5  | 5 | 6  | 25 | 25 | 0    | 1.25 |
| 11   | Zamora                  | 17   | 14 | 5  | 2 | 7  | 15 | 14 | +1   | 1.21 |
| 12   | Trujillanos             | 18   | 16 | 5  | 3 | 8  | 19 | 25 | −6   | 1.13 |
| 13   | Atlético Venezuela      | 15   | 16 | 4  | 3 | 9  | 17 | 28 | −11  | 0.94 |
| 14   | GV Maracay              | 13   | 14 | 3  | 4 | 7  | 11 | 24 | −13  | 0.93 |
| 15   | Portuguesa              | 11   | 14 | 3  | 2 | 9  | 9  | 23 | −14  | 0.79 |
| 16   | Monagas                 | 10   | 14 | 3  | 1 | 10 | 15 | 23 | −8   | 0.71 |
| 17   | Carabobo                | 6    | 16 | 0  | 6 | 10 | 14 | 35 | −21  | 0.38 |

Clasificados a torneos internacionales
|  | Campeón Absoluto. Clasificado para la Fase de grupos de la Copa Libertadores 2021. (Venezuela 1).    |
|  | Subcampeón Absoluto. Clasificado para la Fase de grupos de la Copa Libertadores 2021. (Venezuela 2). |
|  | Clasificado a la Segunda Fase de la Copa Libertadores 2021. (Venezuela 3).                           |
|  | Clasificado a la Primera Fase de la Copa Libertadores 2021. (Venezuela 4).                           |
|  | Clasificados a la Fase Previa de la Copa Sudamericana 2021.                                          |

## Estadísticas (Torneo Actual)

### Máximos Goleadores
| 1 | Richard Blanco               | Mineros de Guayana      | 8 | 14 |
| 1 | Edder Farías                 | Atlético Venezuela      | 8 | 14 |
| 2 | José Rivas                   | Estudiantes de Mérida   | 7 | 13 |
| 2 | Aquiles Ocanto               | Deportivo La Guaira     | 7 | 15 |
| 2 | Matías Lacava                | Academia Puerto Cabello | 7 | 16 |
| 2 | José Manuel Hernández Chávez | Trujillanos             | 7 | 17 |
| 3 | Joel Infante                 | Gran Valencia Maracay   | 6 | 14 |
| 4 | Daniel Pérez                 | Metropolitanos F.C.     | 5 | 11 |
| 4 | Freddy Vargas                | Deportivo Lara          | 5 | 15 |
| 4 | Joanthony Carmona            | Trujillanos             | 5 | 16 |
| 4 | Ángel Sánchez                | Deportivo Lara          | 5 | 16 |
| 4 | Brayan Hurtado               | Mineros de Guayana      | 5 | 16 |
| 4 | Duglar Angarita              | Deportivo Táchira       | 4 | 10 |
| 4 | Alexis Blanco                | Caracas F.C.            | 4 | 10 |
| 4 | Irwin Antón                  | Metropolitanos F.C.     | 4 | 11 |
| 4 | Kwaku Osei Bonsu             | Caracas F.C.            | 4 | 11 |
| 4 | Lisandro Pérez               | Academia Puerto Cabello | 4 | 12 |
| 4 | César González               | Monagas S. C.           | 4 | 12 |
| 4 | Robert Hernández             | Caracas F.C.            | 4 | 12 |
| 4 | Johan Moreno                 | Metropolitanos F.C.     | 4 | 13 |
| 4 | Richard Celis                | Caracas F.C.            | 4 | 14 |
| 4 | Charlis Ortíz                | Deportivo La Guaira     | 4 | 14 |
| 4 | Luifer Hernández             | Academia Puerto Cabello | 4 | 15 |
| 4 | Freddy Góndola               | Yaracuyanos             | 4 | 15 |
| 4 | Wilson Mena                  | Estudiantes de Mérida   | 4 | 16 |
| 4 | Darwin Gómez                 | Mineros de Guayana      | 4 | 16 |
| 5 | Alejandro Goncalves          | Atlético Venezuela      | 3 | 9  |
| 5 | Saúl Guarirapa               | Caracas F.C.            | 3 | 10 |
| 5 | José Carrasquel              | Yaracuyanos             | 3 | 11 |
| 5 | Juan Castellanos             | Deportivo Lara          | 3 | 11 |
| 5 | Joiser Arias                 | Aragua F. C.            | 3 | 12 |
| 5 | Franklin González            | Monagas S. C.           | 3 | 13 |
| 5 | Armando Araque               | Estudiantes de Mérida   | 3 | 14 |
| 5 | Angelo Lucena                | Portuguesa F.C.         | 3 | 14 |
| 5 | Luis Castillo                | Atlético Venezuela      | 3 | 14 |
| 5 | Ronny Maza                   | Trujillanos F. C.       | 3 | 14 |
| 5 | Darwin Matheus               | Zamora F.C.             | 3 | 14 |
| 5 | José Serrano                 | Zamora F.C.             | 3 | 14 |
| 5 | Jovanny Bolívar              | Deportivo La Guaira     | 3 | 15 |
| 5 | Daniel Linárez               | Estudiantes de Mérida   | 3 | 15 |
| 5 | René Alarcón                 | Academia Puerto Cabello | 3 | 15 |
| 5 | Jesús Bueno                  | Deportivo Lara          | 3 | 15 |
| 5 | Angelo Peña                  | Deportivo La Guaira     | 3 | 16 |
| 5 | Williams Lugo                | Deportivo La Guaira     | 3 | 16 |
| 5 | Edson Tortolero              | Carabobo FC             | 3 | 16 |
| Última actualización: 12 de diciembre de 2020. Fuente: Liga Futve Archivado el 26 de abril de 2019 en Wayback Machine. |                              |                         |   |    |

### Récords
- Primer gol de la temporada: Anotado por Henry Plazas del Estudiantes de Mérida ante el Yaracuyanos (14 de octubre de 2020)

- Gol más rápido: Anotado a los 3 minutos por : Freddy Vargas del Deportivo Lara ante Deportivo La Guaira (24 de noviembre de 2020)

- Gol más tardío: 100 minutos anotado por : Irwin Antón del Metropolitanos F.C. ante Monagas S. C. (15 de noviembre de 2020);

- Mayor victoria local: (6-2) Caracas vs. GV Maracay (23 de noviembre de 2020)

- Mayor victoria visitante: (0-4) GV Maracay vs. Caracas (30 de octubre de 2020)

## Estadísticas (Torneo Cancelado)

### Goleadores
| 1                                                               | Alexis Blanco    | Caracas F.C.            | 3 | 3 | 3 | 0 | 0 | 0 |
| 1                                                               | Robert Hernández | Caracas F.C.            | 3 | 3 | 3 | 0 | 0 | 0 |
| 1                                                               | Mauricio Márquez | Zamora F.C.             | 3 | 4 | 3 | 0 | 0 | 0 |
| 4                                                               | Edanyilber Navas | Aragua F.C.             | 2 | 3 | 0 | 0 | 0 | 2 |
| 4                                                               | Yuxer Requena    | A.C. Lala F.C.          | 2 | 3 | 2 | 0 | 0 | 0 |
| 4                                                               | Henry Pernía     | Deportivo Lara          | 2 | 3 | 0 | 2 | 0 | 0 |
| 4                                                               | Jesús Gómez      | Atlético Venezuela      | 2 | 3 | 2 | 0 | 0 | 0 |
| 4                                                               | Randy Rivas      | Estudiantes de Mérida   | 2 | 3 | 2 | 0 | 0 | 0 |
| 4                                                               | Marco Bustillo   | Metropolitanos F.C.     | 2 | 3 | 2 | 0 | 0 | 0 |
| 4                                                               | Bernardo Añor    | Caracas F.C.            | 2 | 3 | 1 | 1 | 0 | 0 |
| 4                                                               | Christian Flores | Estudiantes de Mérida   | 2 | 4 | 2 | 0 | 0 | 0 |
| 12                                                              | Aquiles Ocanto   | Deportivo La Guaira     | 1 | 2 | 1 | 0 | 0 | 0 |
| 12                                                              | Winston Azuaje   | Carabobo F.C.           | 1 | 2 | 1 | 0 | 0 | 0 |
| 12                                                              | Ángelo Peña      | Deportivo La Guaira     | 1 | 2 | 1 | 0 | 0 | 0 |
| 12                                                              | Robert Garcés    | Academia Puerto Cabello | 1 | 2 | 1 | 0 | 0 | 0 |
| 12                                                              | Roger Manríque   | Aragua F.C.             | 1 | 2 | 1 | 0 | 0 | 0 |
| 12                                                              | Miguel Celis     | Zulia F.C.              | 1 | 1 | 1 | 0 | 0 | 0 |
| 12                                                              | Juan Mancín      | Metropolitanos F.C.     | 1 | 3 | 0 | 0 | 0 | 1 |
| 12                                                              | Luis Martínez    | Mineros de Guayana      | 1 | 3 | 0 | 1 | 0 | 0 |
| 12                                                              | Edder Farías     | Atlético Venezuela      | 1 | 3 | 1 | 0 | 0 | 0 |
| Última actualización: 22 de febrero de 2020. Fuente: Liga Futve |                  |                         |   |   |   |   |   |   |

### Récords
- Primer gol de la temporada: Anotado por Angelo Lucena del Portuguesa F.C. ante el Mineros de Guayana (30 de enero de 2020)

- Gol más rápido: 2 minutos : Marco Bustillo del Metropolitanos F.C. ante Aragua F.C. (31 de enero de 2020)

- Gol más tardío: 95 minutos con 22 segundos : Mauricio Márquez del Zamora F.C. ante Deportivo Táchira(21 de febrero de 2020)

- Mayor victoria local: (5-1) Caracas F.C. vs. Estudiantes de Mérida (2 de febrero de 2020). (4-0) Caracas F.C. vs. Zulia F.C. (16 de febrero de 2020), Estudiantes de Mérida vs. Carabobo F.C. (22 de febrero de 2020)

- Mayor victoria visitante: (1-3) Metropolitanos F.C. vs. Aragua F.C. (31 de enero de 2020), (0-2) Yaracuyanos F.C. vs. Mineros de Guayana (14 de febrero de 2020)

- Asistencia más alta: (6.153) Yaracuyanos F.C. vs Atlético Venezuela (1 de febrero de 2020)

### Tripletas, pókers o repokers
Aquí se encuentra la lista de tripletas o hat-tricks y póker de goles (en general, tres o más goles anotados por un jugador en un mismo encuentro) convertidos en la temporada.
| Fecha     | Jugador       | Goles       | Local        |                                 | Resultado |                          | Visitante  | Jornada                                                          |
| --------- | ------------- | ----------- | ------------ | ------------------------------- | --------- | ------------------------ | ---------- | ---------------------------------------------------------------- |
| 16/2/2020 | Alexis Blanco | 69' 83' 90' | Caracas F.C. | Bandera de la Ciudad de Caracas | 4 – 0     | Bandera del estado Zulia | Zulia F.C. | Jornada 3 Archivado el 16 de febrero de 2020 en Wayback Machine. |

### Autogoles
| Fecha     | Jugador         | Minuto     | Local               |                                 | Resultado |                               | Visitante       | Jornada                                                          |
| --------- | --------------- | ---------- | ------------------- | ------------------------------- | --------- | ----------------------------- | --------------- | ---------------------------------------------------------------- |
| 9/02/2020 | René Flores     | 1 – 0, 53' | Monagas S.C.        | Bandera del estado Monagas      | 2 – 0     | Bandera del estado Portuguesa | Portuguesa F.C. | Jornada 2 Archivado el 19 de enero de 2021 en Wayback Machine.   |
| 22/2/2020 | Leonardo Falcón | 1 – 1, 78' | Metropolitanos F.C. | Bandera de la Ciudad de Caracas | 2 – 1     | Bandera del estado Aragua     | GV Maracay      | Jornada 4 Archivado el 22 de febrero de 2020 en Wayback Machine. |